# Александровский парк (Санкт-Петербург)
Алекса́ндровский парк, расположенный в Петроградском районе Санкт-Петербурга, — один из первых публичных парков города. Он расположен на месте бывшего гласиса Петропавловской крепости к северу от кронверка и ограничен Кронверкским проспектом (огибающим парк по дугообразной границе бывшего гласиса), улицей Куйбышева и Кронверкской набережной (исключая Артиллерийский остров).

## История
Территория Александровского парка с момента основания Петропавловской крепости в 1703 году являлась её гласисом. Даже после окончания Северной войны в 1721 году этот участок долгое время не застраивался.
Впервые устройством парка озаботился император Александр I, поручивший составить такой проект архитектору А. А. Менеласу. Однако реализован он не был. Следующая инициатива устроить здесь парк принадлежит министру финансов (1823—1844) Е. Ф. Канкрину. По долгу службы он часто бывал в Петропавловской крепости, где находится Монетный двор.
В январе 1842 года Канкрин во время доклада царю попросил разрешение на устройство парка «как для украшения сего места и дороги на Каменный остров, так и на пользу публики». В ответ он был ознакомлен с работой Менеласа. Этот проект показался Канкрину дорогим, так как предусматривал срытие кронверка. Составить новый проект министр поручил архитектору своего ведомства — Антону Матвеевичу Куци, кроме того он сам принял непосредственное участие в этой работе.
Уже на следующем докладе Николаю I были предоставлены рисунки, чертежи и сметы. Для реализации задуманного Канкрин не стал просить у императора денег, в расход должны были пойти сбережения министерства. На переустройство всего гласиса этих средств не хватало, потому проект касался лишь его восточной части. В феврале 1842 года проект был утверждён императором.

### Устройство парка
Новый парк передавался в ведение Монетного двора. Министр часто навещал стройку, лично с садовником Гусевым составлял список необходимых здесь деревьев, кустарников и трав. Купчихе Отто Канкрин утвердил цены и меню открывающегося здесь ресторана (водка и ликёр по 5—10 копеек рюмка). Здесь также предусматривались заведения минеральных вод. Внутри парка провели круговую дорожку для езды верхом, рядом — пешеходную дорожку. На территории были установлены беседки, домик-кофейня, песочницы для детей. В память об императоре Александре I парк назвали Александровским.
В Александров день в Александровском парке проходили народные гуляния. Первое из них — 30 августа 1845 года.
Оставшаяся часть гласиса Николаем I была передана в ведение Главного управления путей сообщения и публичных зданий. Только что назначенному главноуправляющему графу Петру Андреевичу Клейнмихелю императором было поручено «на эспланаде против Петропавловской крепости устроить парк» и «при этом случае проложить дорогу к Тучкову мосту для соединения сего парка с устроенным уже Петровским парком…».
К 1843 году граф предоставил императору составленные старшим городским архитектором А. М. Ливеном чертежи и сметы. Проект был утверждён, однако денег на реализацию из казны не выделялось. Работы должны были финансироваться за счёт городских доходов и резервов ведомства путей сообщения.
Таким образом, две части Александровского парка устраивались одновременно двумя разными министерствами. Министерство финансов особой нужды в средствах на проведение работ не испытывало. А графа Клейнмихеля подвёл его личный враг министр внутренних дел Л. А Перовский, который отказался делиться с главноуправляющим доходами Санкт-Петербурга, утверждая что «сих доходов едва достаточно для удовлетворения необходимых расходов города». Только своих сбережений ведомству путей сообщения явно не хватало. Таким образом, к моменту открытия восточной части Александровского парка, другая часть была устроена лишь до Введенской улицы.

### Дальнейшее развитие парка
В августе 1847 года Николаем I был утверждён проект дальнейшего развития Александровского парка, который должен был соединиться с Петровским. Работы успели довести до берега Невы, стала подготавливаться территория за Кронверкским проспектом. Однако после начала Крымской войны и смерти Николая I реализация проекта была остановлена.
В 1898—1900 годах в Александровском парке по инициативе принца А. П. Ольденбургского архитектором Г. И. Люцедарским было построено здание Народного дома (на основе павильона Всероссийской выставки в Нижнем Новгороде архитектора А. Н. Померанцева). В 1910—1912 годах по проекту Люцедарского здание было расширено — построена Народная аудитория, которую ныне занимает Мюзик-Холл (№ 4); в другой сохранившейся части размещается Санкт-Петербургский планетарий. В 1903 году Александровский парк был разрезан на две части Каменноостровским проспектом, протянувшимся к новому Троицкому мосту. 10 (23) мая 1911 года рядом с Каменноостровским проспектом был открыт памятник миноносцу «Стерегущий».
В 1901 году Городская дума бесплатно выделила участок земли в парке под строительство организуемого согласно указу императрицы Александры Фёдоровны образцового ортопедического лечебного учреждения, которое должно было отвечать всем требованиям современной науки. Здание Ортопедического клинического института было построено в 1902—1905 годах по проекту архитектора Р.-Ф. Мельцера. Украшением здания в стиле модерн стала майолика «Богоматерь с младенцем», выполненная по рисунку Кузьмы Петрова-Водкина и помещённая на стене центрального ризалита, предназначенного для домовой церкви Спаса Целителя.
В период с 1908 по 1914 годы на Кронверкском проспекте поэтапно вводятся в строй трамвайные линии. Таким образом, и сегодня весь Александровский парк можно обогнуть на трамвае (маршруты № 6 и № 40).
6 октября 1923 года Александровский парк был переименован в парк имени В. И. Ленина. В память о том, что Ленин дважды выступал с речями в Народном доме, который находится в парке.
В 1963 году в парке имени В. И. Ленина была открыта станция метро «Горьковская».

### Современность
В 2002—2003 годах по проекту архитектора Галины Шолоховой была выполнена реконструкция Александровского парка. Здесь была организована пешеходная зона, высажено 283 новых дерева и 1974 кустарника, заменено устаревшее освещение, обновлены ограждения, отремонтированы газоны.
Осенью 2008 года был закрыт вестибюль станции метро «Горьковская» на реконструкцию. Открытие станции состоялось 26 декабря 2009 года.
В 2008 году в парке была установлена бронзовая скульптура апостола Петра, выполненная скульптором Михаилом Дроновым.
15 июня 2011 года на территории Александровского парка был открыт единственный в России уличный парк миниатюр «Мини-город» от Газпрома с отлитыми в бронзе в масштабе 1:33 копиями главных петербургских историко-архитектурных достопримечательностей. Также в этот день в парке была установлена скульптурная группа «Зодчие», изображающая великих архитекторов Российской империи, создавших облик Петербурга. Среди них имеется скульптура Ж.-Ф. Тома де Томона, однако как выяснилось в 2018 году, вместо французского архитектора скульптор изобразил английского химика Томаса Томсона, перепутав портреты.
30 августа 2011 года на пересечении Кронверкской набережной и Каменноостровского проспекта открыли памятный знак в честь 300-летия петербургской журналистики.
В законе Санкт-Петербурга «О зеленых насаждениях общего пользования», принятом 19 сентября 2007 года, восточная часть Александровского парка (между Каменноостровским, Кронверкским проспектами и улицей Куйбышева) оказалась безымянным сквером. В 2013 году была попытка присвоить этому скверу имя бывшего муфтия Санкт-Петербурга Ж. Н. Пончаева, однако топонимическая комиссия Санкт-Петербурга отклонила эту просьбу, поскольку, как сказал один из членов комиссии Б. М. Кириков, исторически этот сквер является частью Александровского парка. Изменениями от 28 апреля 2021 года безымянный сквер получил название «Александровский парк (участок 2)», а часть Александровского парка западнее Каменноостровского проспекта — название «Александровский парк (участок 1)».